# Eugène Grisot
Eugène François Grisot (Fretigney-et-Velloreille, 19 de diciembre de 1866-París, 2 de mayo de 1936) fue un deportista francés que compitió en tiro con arco, en la modalidad de arco recurvo.
Participó en dos Juegos Olímpicos de Verano en los años 1908 y 1920, obteniendo cuatro medallas, una de oro en Londres 1908 y dos de plata y una de bronce en Amberes 1920.

## Palmarés internacional
| Juegos Olímpicos | Juegos Olímpicos      | Juegos Olímpicos  | Juegos Olímpicos             |
| Año              | Lugar                 | Medalla           | Prueba                       |
| ---------------- | --------------------- | ----------------- | ---------------------------- |
| 1908             | Londres (Reino Unido) | Medalla de oro    | Continental                  |
| 1920             | Amberes (Bélgica)     | Medalla de plata  | Pichón móvil 33 m por equipo |
| 1920             | Amberes (Bélgica)     | Medalla de plata  | Pichón móvil 50 m por equipo |
| 1920             | Amberes (Bélgica)     | Medalla de bronce | Pichón móvil 28 m por equipo |